# Rougefay
Rougefay – miejscowość i gmina we Francji, w regionie Hauts-de-France, w departamencie Pas-de-Calais.
Według danych na rok 1990 gminę zamieszkiwało 130 osób, a gęstość zaludnienia wynosiła 34 osób/km² (wśród 1549 gmin regionu Nord-Pas-de-Calais Rougefay plasuje się na 1073. miejscu pod względem liczby ludności, natomiast pod względem powierzchni na miejscu 778.).